# Rijnkilometer
De Rijnkilometer (soms afgekort als Rkm) is de stroomafwaartse afstand vanaf het punt waarop de Rijn bevaarbaar wordt en die langs deze rivier wordt aangegeven door grote borden: de kilometerraai. Deze methode verschilt van de aanduidingen langs de Donau, waar de afstanden gemeten worden stroomopwaarts vanaf de monding in de Zwarte Zee.
Deze Rijnkilometertelling wordt ook toegepast bij aftakkingen, de IJssel bijvoorbeeld eindigt bij 1005. Voor een eenduidige locatie moet dus ook de naam van de aftakking vermeld worden.

## Geschiedenis
Naar een verdrag tussen Zwitserland, Duitsland en Nederland, ingaande 1 april 1939, wordt de positie van plaatsen langs het stroomgebied van de Rijn en dus ook de Waal en IJssel vanaf de oude brug van Konstanz aangeduid met borden. Bij Slikkerveer, waar de Noord en de Lek samenvloeien tot Nieuwe Maas wordt de Rijnkilometertelling van de Nederrijn en de Lek gevolgd. De weg over de Waal, Merwede en Noord is 5 km korter. Op Rijnkilometer 1035,40 ten westen van Hoek van Holland, mondt de Rijn uit in de Noordzee.
Eerder waren er vanaf 1904 al van deze grote borden geplaatst. De telling begon toen steeds opnieuw met 0 bij de grenzen van de diverse Duitse staten, Nederland en Zwitserland. Bij de telling van 1939 bleven de oude borden staan en werden ze overgeschilderd. Wel bleek dat er enkele kleine onnauwkeurigheden waren, waardoor er 3 verkorte kilometers kwamen. Twee daarvan zijn op het bevaarbare gedeelte t.w. bij Roxheim tussen km 436,5 en 437,0 waar ca. 365 meter ontbreekt en bij Bingen tussen km 529,5 en 530 waar 475 meter ontbreekt. Het derde gedeelte is bij Stein t.h.v. km 22 alwaar 400 minder lengte is. In totaal is de Rijn dus vanaf Konstanz 1,2 km korter dan de borden aangeven. Afgezien van deze oude meetfouten geven de Rijnkilometers de werkelijke lengte van de rivier dus goed weer. Dit is van belang omdat hieruit blijkt dat er sinds 1904 geen bochten zijn afgesneden in de loop van de Rijn.

## Kilometerraaien
Enkele markante punten langs de hoofdstroom van de Rijn:
- 0 Konstanz (Duitsland, op de grens met Zwitserland), oude Rijnbrug
- 167 in Bazel
- 500 in Mainz
- 555 (benedenstrooms van de) Loreley
- 688 in Keulen
- 744 in Düsseldorf
- 867 Pannerdense Kop, waar de Rijn (hier het Bijlandsch kanaal genoemd) zich splitst in de Waal en de Nederrijn (hier het Pannerdensch kanaal genoemd)
- 1000 in Rotterdam bij de Maasbruggen
- 1013 overgang van de Nieuwe Maas (en de Oude Maas) in het Scheur, bij Vlaardingen
- 1026 overgang van het Scheur in de Nieuwe Waterweg, bij de Maeslantkering, bij Maassluis
- 1035 allerlaatste kilometerraai, op de Maasvlakte

## Afbeeldingen

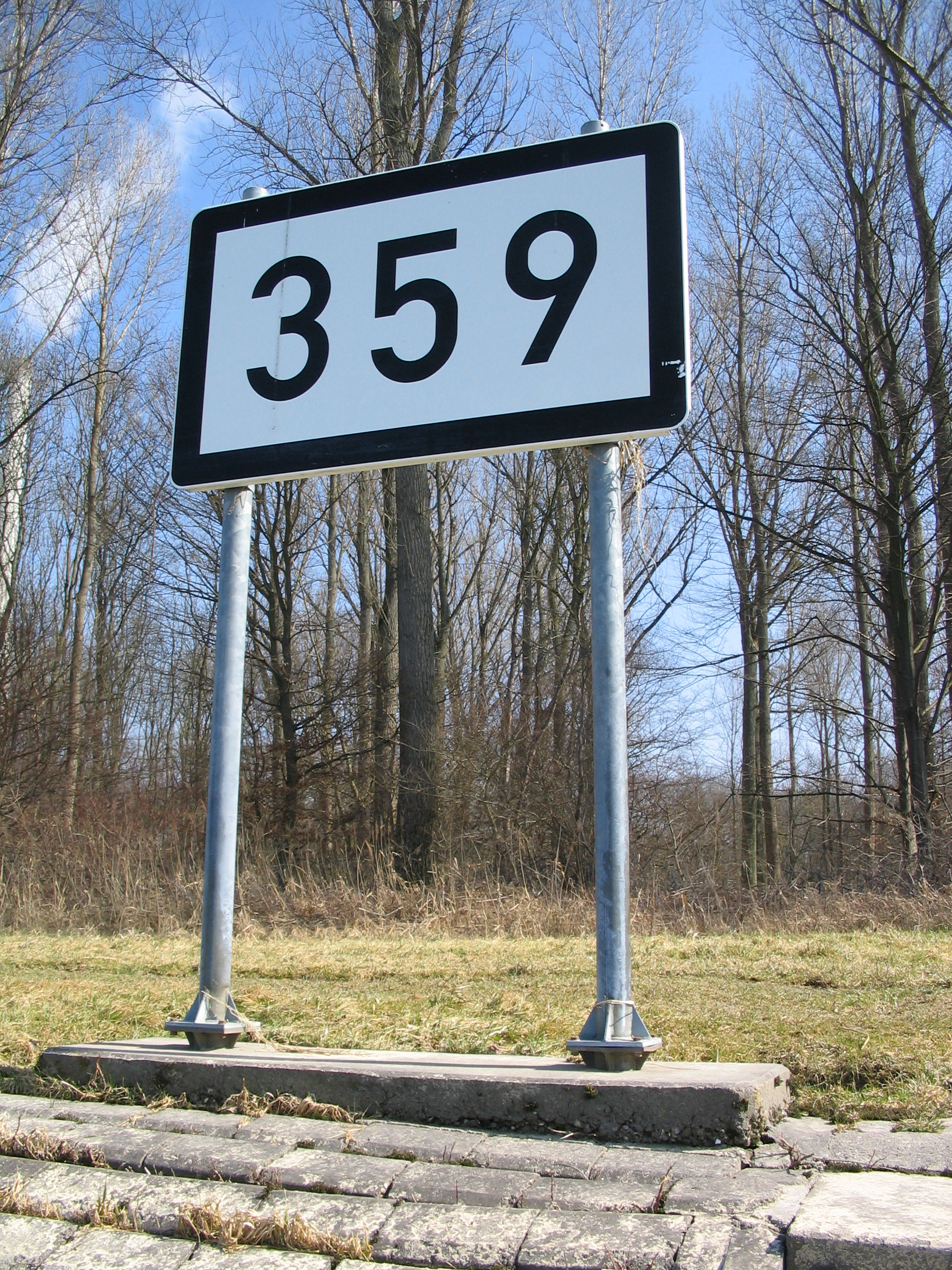
Kilometerraai 359 in de buurt van Karlsruhe.
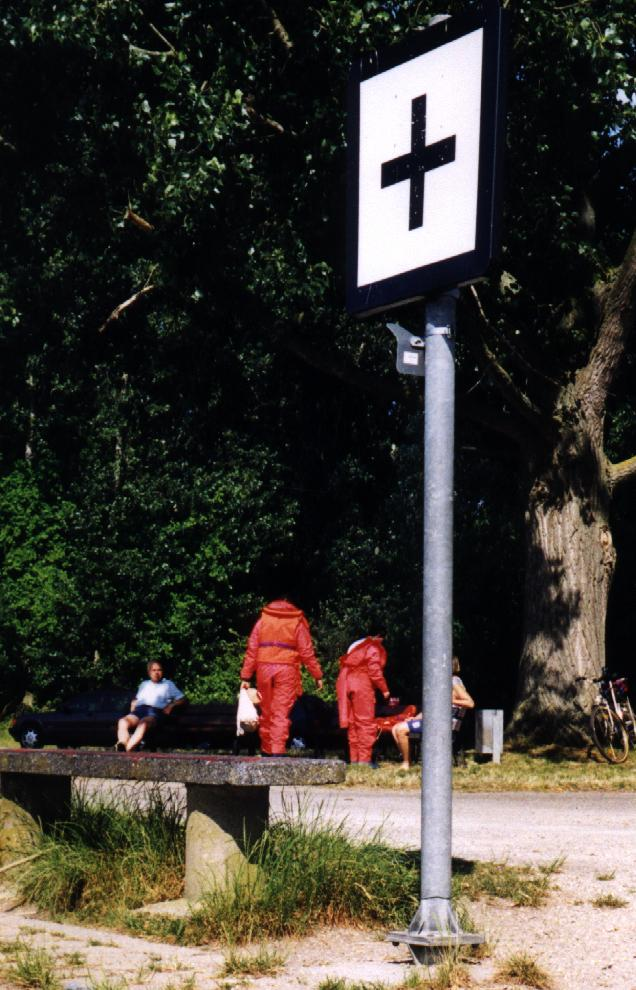
500-meterbord bij Philippsburg (km 387,5).
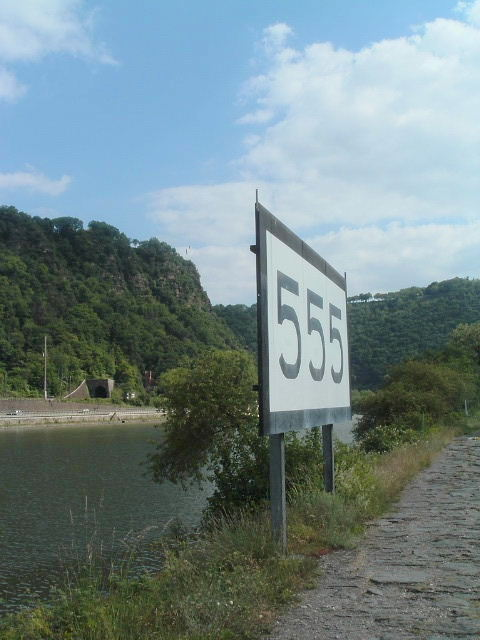
Kilometerraai 555 benedenstrooms van de Loreley.
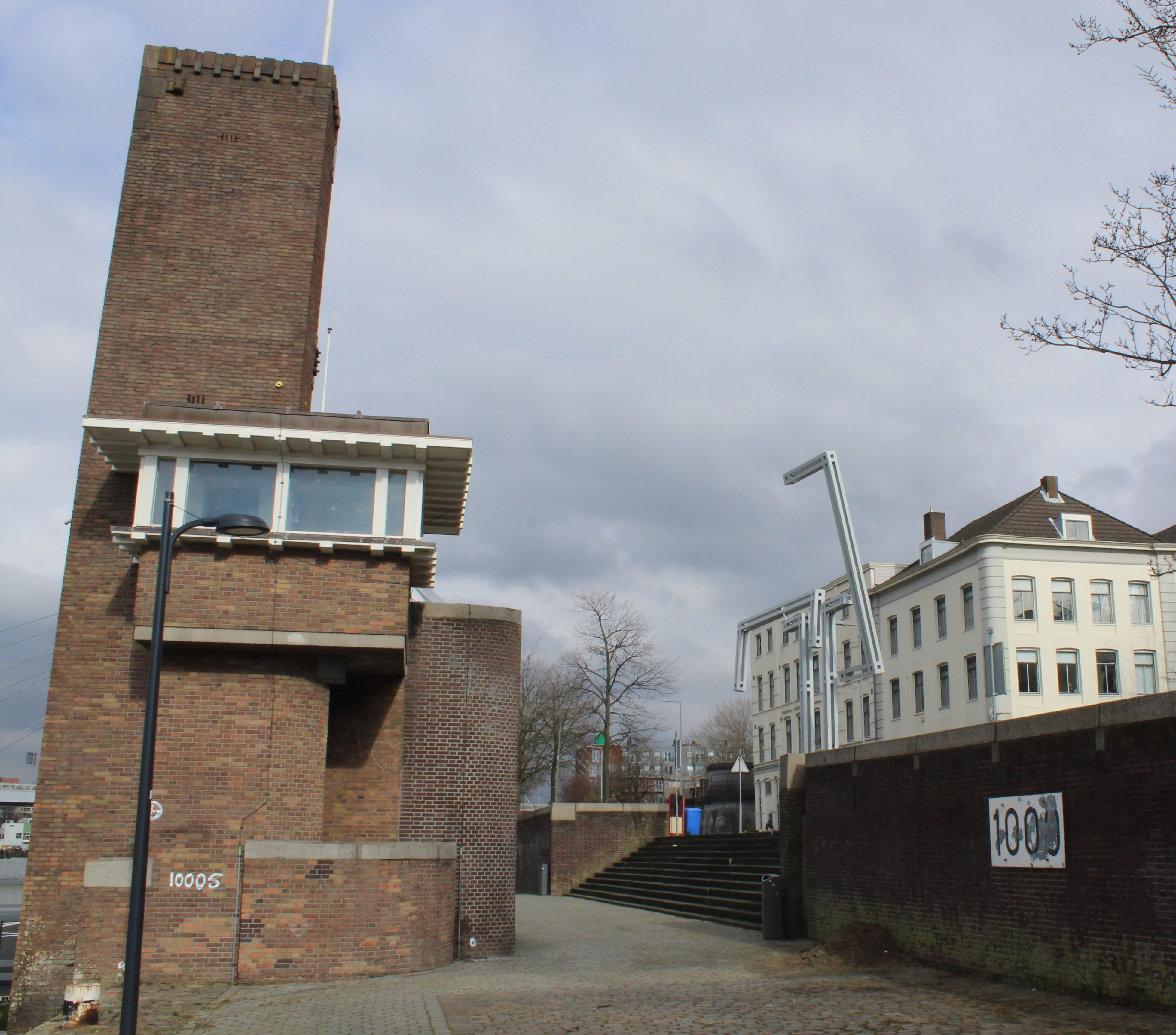
Het bruggenhoofd van de Willemsbrug bij kilometerraai 1000.
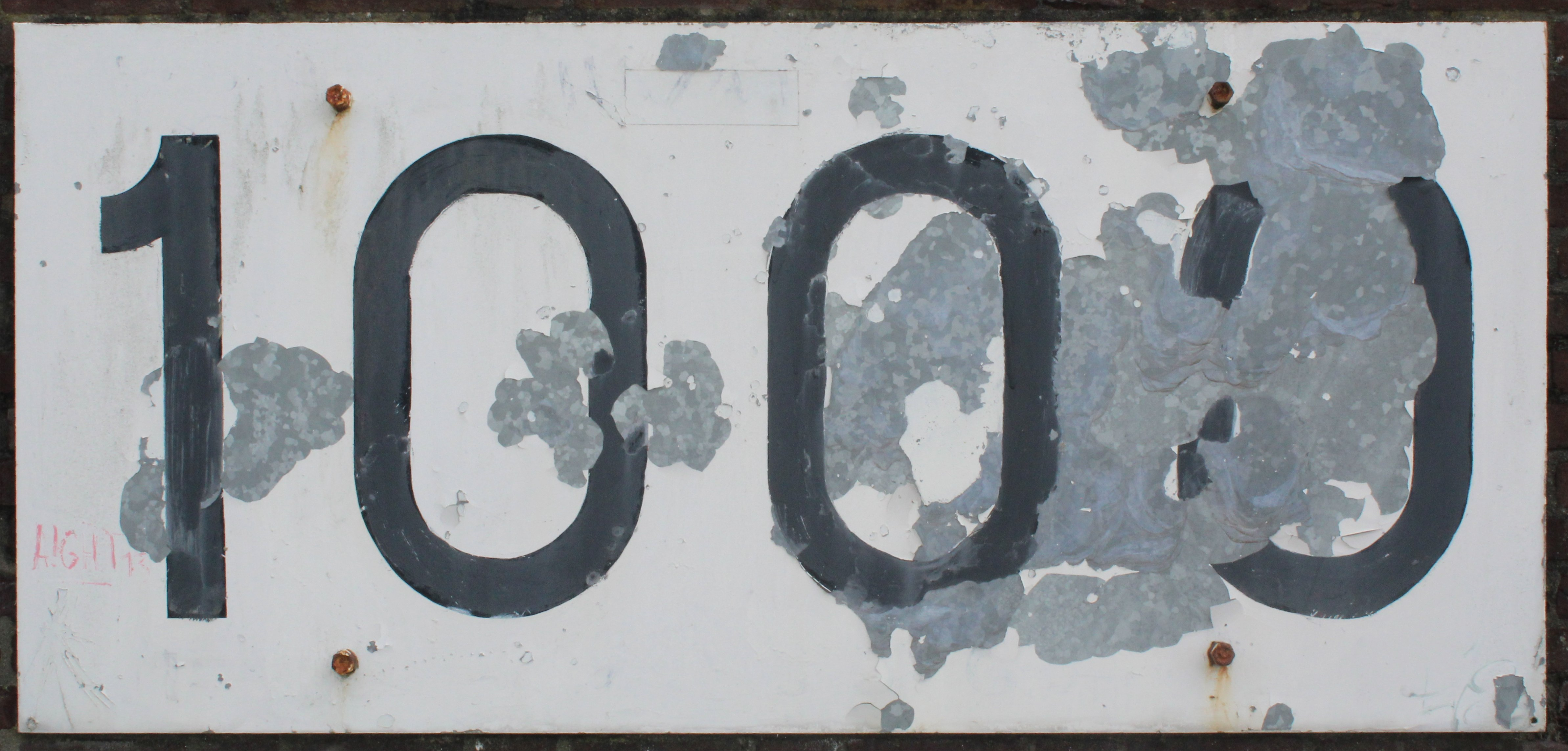
Kilometerraai 1000 aan de Maaskade in Rotterdam.